# Ctenomys frater
Туко-туко лісовий (Ctenomys frater) — вид гризунів родини тукотукових, що зустрічається на південному заході Болівії. Висота, на якій зафіксований гризун має діапазон від 600 до 4300 м над рівнем моря.

## Поведінка
Каріотип: 2n = 52; FN = 78. Рийний, рослиноїдний вид, що харчується підземними бульбами і коренями. Колонії знаходяться в районах з пухкими ґрунтами, не схильними до затоплення. Він знаходиться в первинному й вторинному місцях проживання. Проживає на деяких природоохоронних територіях.